# جولین گیبرت (بازیکن فوتبال، زاده ۱۹۷۸)
جولین گیبرت (انگلیسی: Julien Gibert؛ زادهٔ ۸ سپتامبر ۱۹۷۸) بازیکن فوتبال اهل فرانسه است.
از باشگاه‌هایی که در آن بازی کرده‌است می‌توان به باشگاه فوتبال المپیک لیون، باشگاه فوتبال اوستنده، و باشگاه فوتبال دیژون اشاره کرد.